# Carpe Diem (Belinda)
Carpe Diem è il terzo album della cantante pop ispano-messicana Belinda pubblicato il 23 marzo 2010 dall'etichetta discografica Capitol.

## Il disco
Il disco è stato pubblicato originariamente solo in Messico, Stati Uniti e Regno Unito, il 5 aprile successivo in Brasile, il 30 aprile in Germania e Austria e il 9 novembre in Spagna.
Dall'album sono stati estratti singoli Egoísta, Dopamina, Amor transgénico e Gaia.

## Tracce
1. Amor transgénico – 3:23 (Arno Elias, Belinda Peregrín)
2. Egoísta (feat. Pitbull) – 3:24 (Jimmy Harry, Belinda Peregrín, Pitbull)
3. Dopamina – 3:15 (Jörgen Ringqvist, Daniel Barkman, Belinda Peregrín, Nacho Peregrín)
4. Culpable – 3:55 (Belinda Peregrín, Nacho Peregrín, Andrea Wasse, Lincoln Cushman, Jay Westman, Ryan Ford)
5. Lolita – 3:26 (Jimmy Harry, Belinda Peregrín, Nacho Peregrín, Alania Beaton)
6. Cuida de mí – 5:00 (Belinda Peregrín, Nacho Peregrín, Carlos Jean Arriaga)
7. Mi religión – 3:55 (Belinda Peregrín, Nacho Peregrín, Lars "Quang" Nielsen, Niklas Nielsen, Gabrial Ssezibwa, René Prang)
8. Wacko – 3:41 (Jörgen Ringqvist, Daniel Barkman, Belinda Peregrín, Nacho Peregrín)
9. Maldita suerte – 3:12 (Jimmy Harry, Jörgen Ringqvist, Belinda Peregrín, Nacho Peregrín)
10. Sal de mi piel – 3:26 (Belinda Peregrín)
11. Gaia – 3:40 (Jimmy Harry, Belinda Peregrín, Nacho Peregrín)
12. Egoísta (feat. Pitbul) – 3:24 (Jimmy Harry, Belinda Peregrín, Pitbull) – Versione inglese

Durata totale: 43:41

## Classifiche
| Paese   | Posizione raggiunta |
| ------- | ------------------- |
| Messico | 7                   |